# Circe (Egk)
Circe és una obra dramaticomusical en tres actes composta  per Werner Egk sobre un llibret en alemany del mateix compositor, basat en Polifemo y Circe de Pedro Calderón de la Barca. Es va estrenar el 18 de desembre de 1948 al Deutsche Oper Berlin de Charlottenburg-Wilmersdorf.